# Towel Day

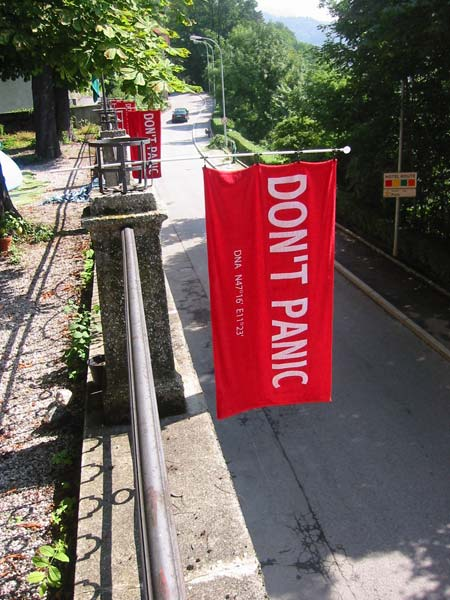
Un asciugamano che reca la scritta "Don't Panic"

Il Towel Day ("giorno dell'asciugamano" in inglese) è una data festeggiata il 25 maggio di ogni anno dagli appassionati dei libri di Douglas Adams.
Venne festeggiata la prima volta nel 2001, due settimane dopo la morte dello scrittore, avvenuta l'11 maggio dello stesso anno. In seguito si trasformò in una ricorrenza annuale, durante la quale i fan di Adams portano tutto il giorno con loro un asciugamano, un oggetto che ha la sua importanza nella famosa serie di libri Guida galattica per gli autostoppisti.
Altre date che sono state proposte per il Towel Day sono l'11 febbraio (il quarantaduesimo giorno dell'anno), l'11 marzo (giorno di nascita di Adams), il 4 febbraio (il 4/2), il 2 aprile (letto dagli americani come 4/2), l'11 maggio (giorno della sua morte), il 22 giugno (42 giorni dopo la morte) e il 18 ottobre (il quarantaduesimo giovedì del 2001).